# Without You I'm Nothing
Without You I'm Nothing (укр. Без тебе я — ніщо) — другий альбом британської рок-групи Placebo, випущений  у 1998 році.
Ця платівка стала важливим кроком на шляху розвитку Placebo, оскільки вона остаточно закріпила успіх гурту у Британії, де лонг-плей здобув платинову сертифікацію від BPI. Пісня «Pure Morning» з цього диску стала першим синглом групи, який мав певний успіх у Сполучених Штатах.
Серед фанів цей альбом є одним з найулюбленіших.

## Музика
Стилістично, пісні з альбому можна умовно розділити на три групи - важкі панк-рок композиції (You Don't Care About Us, Allergic, Scared of Girls); середньотемпові (Pure Morning, Summer's Gone) та балади (My Sweet Prince, The Crawl, Ask for Answers, Burger Queen).

## Список композицій
1. Pure Morning — 4:14
2. Brick Shithouse — 3:18
3. You Don't Care About Us — 3:58
4. Ask for Answers — 5:19
5. Without You I'm Nothing — 4:08
6. Allergic (To Thoughts of Mother Earth) — 3:49
7. The Crawl — 2:59
8. Every You Every Me — 3:33
9. My Sweet Prince — 5:45
10. Summer's Gone — 3:05
11. Scared of Girls — 2:58
12. Burger Queen — 6:13 / 22:39 (включає прихований трек Evil Dildo)

## Сингли
- Pure Morning (на 2-х дисках) (03.08.1998)
- You Don't Care About Us (на 2-х дисках) (28.09.1998)
- Every You Every Me (на 2-х дисках)(25.01.1999)
- Without You I'm Nothing (16.08.1999)

## Учасники
- Браян Молко — вокал, гітара, бас-гітара
- Стефан Олсдал — бас-гітара, гітара, бек-вокал
- Стів Хьюїтт — ударні

## Додаткові факти
- Трек «Pure Morning» входить у саундтрек до фільму «Чамскраббер».
- Трек «Every You Every Me» входить у саундтрек до фільму «Жорстокі ігри».
- Голос в треку «Evil Dildo» було взято з автовідповідача  Браяна Молко, після того, як він отримав ряд непристойних телефонних дзвінків.
- У треку «Burger Queen» є французький варіант - «Burger Queen Français».

## Сертифікації
| Регіон                                                                                          | Сертифікація | Продажі    |
| ----------------------------------------------------------------------------------------------- | ------------ | ---------- |
| Австралія (ARIA)                                                                                | Золотий      | 35 000^    |
| Бельгія (BEA)                                                                                   | Платиновий   | 50 000*    |
| Франція (SNEP)                                                                                  | Золотий      | 100 000*   |
| Німеччина                                                                                       | —            | 80,000     |
| Греція (IFPI Greece)                                                                            | Золотий      | 15 000^    |
| Нова Зеландія (RIANZ)                                                                           | Золотий      | 7500^      |
| Велика Британія (BPI)                                                                           | Платиновий   | 391,000    |
| США                                                                                             | —            | 167,000    |
| Підсумки                                                                                        |              |            |
| Європа (IFPI)                                                                                   | Платиновий   | 1 000 000* |
| Світ                                                                                            | Н/Д          | 1,000,000  |
| *продажі, що базуються лише на сертифікаціях ^відвантаження, що базуються лише на сертифікаціях |              |            |